# Arthur Penrhyn Stanley
Pour les articles homonymes, voir Stanley.
Arthur Penrhyn Stanley (13 décembre 1815 - 18 juillet 1881), est un homme d'Église anglais, doyen de Westminster, connu alors sous l’appellation de Dean Stanley (Doyen Stanley) ; il est aussi recteur de l'Université de St Andrews.

## Biographie
Arthur Penrhyn Stanley est né à Alderley Edge dans le Cheshire, où son père (Edward Stanley, futur évêque de Norwich), est pasteur.
Il fait ses études à la public school de Rugby du temps où Thomas Arnold en est le directeur. Il est considéré comme la source d'inspiration pour le personnage de George Arthur dans Tom Brown's Schooldays de Thomas Hughes. Il rejoint ensuite, en 1834, Balliol College de l'Université d'Oxford. En 1839, il devient Fellow du University College d'Oxford et entre dans les ordres. En 1840, il voyage en Italie et Grèce.
De retour à Oxford, il joue un rôle non négligeable dans la vie de son université, tout en commençant une carrière littéraire et en poursuivant sa carrière ecclésiastique. En 1845, il publie une Life of Arnold et en 1847 rassemble ses sermons en un volume intitulé Sermons and Essays on the Apostolic Age. Cet ouvrage assure sa réputation de prédicateur et lui permet de s'orienter vers la théologie. Dans les controverses religieuses de son temps, il se montre défenseur de la tolérance, même s'il s'oppose à la tendance High Church du Mouvement d'Oxford et de John Henry Newman. Il se joint à la condamnation de ce mouvement « tractarien », surtout après le « Tract 90 » de 1841.
Il participe à la commission royale d'enquête sur les universités britanniques à partir de 1850 et est un ardent défenseur de son rapport de 1852, à la rédaction duquel il participe activement. Il défend les mesures de réforme qui y sont proposées.
En 1851, il est nommé chanoine de la cathédrale de Canterbury. Il publie cette année-là les Mémoires de son père. En 1852-1853, il voyage en Égypte et Terre sainte et publie un récit de voyage sur le Sinaï et la Palestine en 1856. En 1855, il publie son Commentaire des Épitres aux Corinthiens. et son Memorials of Canterbury. En 1857, il se rend en Russie afin de collecter suffisamment de sources pour son étude de l'Église orthodoxe.
De 1856 à 1863, Stanley est « regius professor » d'histoire ecclésiastique à Oxford ainsi que chanoine de Christ Church. En 1862, il accompagne le Prince de Galles lors du voyage de ce dernier en Égypte. Il publie son Histoire de l'Église juive en 1863 et 1865. Il participe ensuite à la condamnation des Essays and Reviews publiés par des membres du mouvement High Church. Il participe cependant au mouvement de réforme du Livre de la prière commune qui aboutit en 1865.
En 1863, il est nommé par la reine Victoria, doyen de Westminster. En décembre, il épouse Augusta Bruce, sœur de James Bruce, lord Elgin, alors vice-roi des Indes. Il s'attelle à la conservation des trésors de l'Abbaye de Westminster. En 1865, il publie en ce sens, Memorials of Westminster Abbey. Il continue aussi de prêcher, cette fois-ci dans l'église de l'abbaye.
Il poursuit son activité littéraire avec un troisième volume de son Histoire de l'Église juive, un sur l’Église d'Écosse, un de Discours et sermons prononcés en Amérique et un sur les Institutions chrétiennes. Il continue son engagement dans les controverses théologiques, mais aussi pour l'amélioration de l'état moral, social et religieux des classes populaires.
En 1874, il est en Russie pour assister au mariage d'Alfred d'Édimbourg et de Saxe-Cobourg-Gotha, deuxième fils de Victoria, et de Maria Alexandrovna de Russie.
La même année, il administre la communion à Annie Besant et à la mère de celle-ci, Emily Wood, à l'article de la mort. Cet « acte de charité » comme il disait, est cause d'un important scandale. Annie Besant venait en effet de se séparer de son mari, un pasteur anglican pour, entre autres, des raisons religieuses. Elle avait perdu la foi et refusait de recevoir la communion. Elle n'a accepté que pour respecter la dernière volonté de sa mère. Tous les pasteurs avaient jusque-là refusé. Que Stanley accepte cause donc scandale.
Stanley se remet difficilement du décès de son épouse en 1876. En 1878, il se rend aux États-Unis puis en Italie du nord et à Venise. En 1881, il prononce les sermons lors des funérailles de Thomas Carlyle et Benjamin Disraeli.